# 葵雋卿
葵 雋卿（あおい しゅんけい、1978年4月27日 - ）は、日本の書家・アーティスト。

## 来歴・人物
1978年 東京都出身。幼少より習字をはじめ大東文化大学入学。書道部に所属。以後本格的に書に取り組み、在学中より杉山聴雨に師事する。
東日本大震災直後、突き動かされるように日本有数の硯の生産地であり、被害の著しい石巻市の雄勝硯や日本酒蔵元の「あたごのまつ」への支援を兼ねた個展を行う。震災のみならず、生まれてきたわが子が全盲であることもあり、視覚障害者のスポーツ普及などに対しても、書道を通じた支援を行なう。
竹鶴酒造の日本酒「竹鶴」のラベルを揮毫した。
2014年公開映画『蜩ノ記』において映画内の重要な小道具となる書道作品の提供、並びに俳優岡田准一の手元出演及び実技指導を行う。
2016年 向源主催のイベント寺社フェスにて篆刻のワークショップを担当。
東京都武蔵野市吉祥寺にある書道教室cacotto（カコット）で主任講師を務める。
2025年より東京都武蔵野市、三鷹市においてLOTUS 書道studio を主宰

主な活動経歴
【グループ展】
2009　土と墨展　＠丸沼芸術の森美術館
2015　cacotto展　@日本橋伊場仙
2016　cacotto展　@カフェゼノン
2016　cacotto展　@そらゼノン
2016 大東文化大学書道卒業生の会書展　＠東京銀座画廊
2017 大人の文化祭作品出品、ギャラリートーク　＠O美術館
2017 「Gift Of Sombody」出品　＠ニューヨークOuchi Gallery
【個展】
2011　葵雋卿書展　＠ｂａｒＡＯＴＥＴＳＵ
2014　葵雋卿書展2014　「ＬＯＶＥ　ＳＴＯＲＹ」＠コピス吉祥寺
2014　葵雋卿篆刻展2014　「座右の銘を刻す」＠横丁ギャラリー
2014　葵雋卿書展2014　「守　破　離」＠ｂａｒＡＯＴＥＴＳＵ
2014　葵雋卿書展2014　「能とお酒の饗宴」展示参加　@東急セルリアンタワー能楽堂
2014　「葵雋卿書展弐零壱四　蓮は泥より出でて泥に染まらず」@RED AND BLUE GALLERY
2014 葵雋卿書展2014@pin
2015 葵雋卿書展2015「LOTUS EFFECT」@しろかねギャラリー
2015 葵雋卿書展2015「SPACE COWBOY」@pin
2016 カコットセレクション「葵雋卿の書」＠コピス吉祥寺
2023 葵雋卿書展2023「Polaris」＠LittleBanquet
2024 葵雋卿個展2024「GOLDMINE」＠artspaceOURO
作品収蔵
2016 ベトナムagatacafe　＠ベトナムホーチミンagatacafe
2017 駐日リトアニア大使館へ「LOTUS」寄贈
2018 駐日リトアニア大使館へ「蓮は泥より出でて泥に染まらず」「百周年」寄贈
2020 駐日リベリア大使館へ「風中灯」寄贈
作品提供
2016 女優　木村文乃ファンクラブオフィシャル扇子「文」揮毫
2016 着物家　伊藤仁美着物サロン「enso」揮毫
2016 鮨「En」揮毫
2017 能「三人の会」揮毫
2019 オペラ「耳なし芳一」般若心経白装束　出演：神田松之亟　池辺晉一郎
2020 江戸文字　橘右之吉用印「神田明神」篆刻作品提供
イベント出演
2017 新春書道パフォーマンスにて能楽師　御厨誠吾　相原一彦　ダンサー　藤井舞香と共演　＠コピス吉祥寺
2017 アトレ恵比寿新春パフォーマンス出演　＠アトレ恵比寿
2017 独立記念書道ワークショップ開催　＠駐日リトアニア大使館
2017 扇子ワークショップ　＠日本橋伊場仙
2017 Shibuya Culture Crossing2017 にてDJ沖野修也と共演　＠東急セルリアンタワー
2017 「J-CULTURE FEST」書道パフォーマンス、ワークショップ　＠有楽町国際フォーラム
2018 独立回復記念書道ワークショップ開催　＠駐日リトアニア大使館
2018 「心が伝わるお礼状の書き方」ワークショップ開催　＠昭島青年会議所
2018 Shibuya Culture Crossing2018 にてDJ沖野修也と共演　＠東急セルリアンタワー
2018 「J-CULTURE FEST」書道パフォーマンス、ワークショップ　＠有楽町国際フォーラム
2019 Shibuya Culture Crossing2018 にてDJ梅澤高明と共演　＠東急セルリアンタワー
2020 「J-CULTURE FEST」書道パフォーマンス、ワークショップ　＠有楽町国際フォーラム
2020 シマダグループ創立記念パーティー書道パフォーマンス　＠東京アメリカンクラブ
2021 新春お正月伊場仙扇子ワークショップ、展示　＠ホテルニューオータニ
2023 老舗フェスティバル2023において宮本卯之助商店とコラボ書道パフォーマンス＠福徳の森
メディア出演
2017 テレビ東京「リアル腕だめし」出演　出演：柔道家松本薫　チュートリアル
2019 「新春書初めワークショップ」（三鷹武蔵野ケーブルテレビ）
2021 BSテレビ東京「職人魂～伝統工芸を未来へつなぐ～」
書道テレビ『思い出の硯がよみがえる』（天来書院）